# Fernando Diniz
Fernando Diniz Silva (Patos de Minas, Brasil; 27 de marzo de 1974) es un exfutbolista y entrenador brasileño. Actualmente dirige al Vasco da Gama.

## Trayectoria

### Como jugador
Nacido en Patos de Minas, Minas Gerais, Diniz comenzó su carrera en Juventus-SP en 1993. En 1996 se mudó al Guarani, pero poco después firmó un contrato con el Palmeiras.
En 1997, Diniz se mudó al Corinthians, feroz rival del Palmeiras, y participó regularmente durante sus dos años en el club. Posteriormente representó al Paraná, Fluminense, Flamengo, Juventude, Cruzeiro y Santos, todos en la máxima categoría.
En 2006 Diniz fichó por el Paulista, y luego jugó en el Santo André y Gama. Con este último se retiró en 2008, a los 34 años.

### Como entrenador

#### Inicios
Un año después de retirarse, Diniz fue nombrado entrenador del modesto Votoraty, donde se coronó campeón de la Copa Paulista y del Campeonato Paulista Série A3. En 2010 pasó al Paulista, club al que ya representaba como jugador, y ganó otra Copa Paulista con el equipo.
El 5 de febrero de 2011, Diniz fue nombrado entrenador del Botafogo-SP, pero fue despedido después de sólo cuatro partidos al mando. Fue designado al frente del Atlético Sorocaba en 2012. A pesar de lograr el ascenso del Campeonato Paulista Série A2, fue relevado de sus funciones en octubre de ese año.
En 2013 Diniz se incorporó a Audax, e introdujo en el club el tiki-taka, estilo del FC Barcelona. El 8 de julio de 2015 se trasladó a otro club al que representó como jugador, Paraná. Diniz regresó a Audax para el Campeonato Paulista 2016, donde logró llevar al equipo a la final, pero perdió ante el Santos. Posteriormente, fue nombrado entrenador del Oeste luego de que se estableciera una sociedad entre Oeste y Audax.

#### Athletico Paranaense
Tras ser anunciado como técnico del Guaraní en noviembre de 2017, fichó por el Athletico Paranaense en enero de 2018. Fue despedido del equipo en junio, siendo posteriormente sustituido por el técnico del sub-23, Tiago Nunes.

#### Fluminense
El 19 de diciembre de 2018, Diniz fue nombrado entrenador de otro club al que representó como jugador, el Fluminense. Fue despedido el 19 de agosto de 2019, luego de dejar al equipo en el puesto N°18 del Campeonato Brasileño. En total, sumó tres triunfos, tres empates y nueve derrotas en la competición.

#### São Paulo
El 27 de septiembre de 2019, Diniz asumió en el São Paulo. En la temporada 2020, logró una racha de 17 partidos invicto con el club, de septiembre a diciembre. En enero de 2021, durante la derrota por 2-4 ante Red Bull Bragantino, Diniz tuvo una discusión con Tchê Tchê que generó fuertes críticas de los medios por su forma de hablar con el jugador. El 1 de febrero, tras siete partidos sin ganar, fue despedido.

#### Santos
El 6 de mayo de 2021, Diniz acordó un contrato de un año con el Santos, siendo nombrado oficialmente entrenador al día siguiente. El 5 de septiembre, tras seis partidos sin ganar, fue despedido por Peixe.

#### Vasco da Gama
Cuatro días después de dejar el Santos, Diniz fue nombrado como entrenador en el Vasco da Gama. Sin embargo, no pudo cumplir con el objetivo de llevar al club a la Serie A, luego de caer por 3-0 ante el Vitória, a falta de tres jornadas para el final de la competición. El técnico dejó su cargo el 11 de noviembre, tras no renovar su contrato para la siguiente temporada.

#### Nueva etapa en Fluminense
Diniz regresó al Fluminense el 30 de abril de 2022, tras la renuncia de Abel Braga. En la Serie A, el equipo realizó una buena campaña, ya que terminó en el tercer lugar y garantizó un lugar en la fase de grupos de la Copa Libertadores.
Al año siguiente ganó el Campeonato Carioca 2023 con el club, su primer gran trofeo como técnico.El 4 de noviembre conquistó la Copa Libertadores 2023 tras vencer 2-1 a Boca Juniors.El 24 de junio de 2024, fue despedido de su cargo luego de una serie de malos resultados.

#### Selección de Brasil
El 4 de julio de 2023, Diniz fue nombrado entrenador interino de la selección de Brasil con un contrato de un año.Luego de un ciclo irregular, el 5 de enero de 2024, fue despedido de su cargo.

#### Cruzeiro
El 23 de septiembre de 2024, asumió al frente del Cruzeiro y firmó un contrato hasta diciembre de 2025.Durante su estancia en el club, alcanzó la final de la Copa Sudamericana donde terminó cayendo ante Racing por 3-1.El 27 de enero de 2025, fue despedido de su cargo tras una serie de malos resultados en el Campeonato Mineiro.

#### Nuevo ciclo en Vasco da Gama
El 9 de mayo de 2025, fue anunciado como técnico del Vasco da Gama.

## Clubes

### Como futbolista
| Club              | País   | Año       |
| ----------------- | ------ | --------- |
| Juventus da Mooca | Brasil | 1993-1995 |
| Guarani           | Brasil | 1996      |
| Palmeiras         | Brasil | 1996      |
| Corinthians       | Brasil | 1997-1998 |
| Paraná            | Brasil | 1999      |
| Fluminense        | Brasil | 2000-2003 |
| Flamengo          | Brasil | 2003      |
| Juventude         | Brasil | 2004      |
| Cruzeiro          | Brasil | 2004      |
| Santos            | Brasil | 2005      |
| Paulista          | Brasil | 2006-2007 |
| Santo André       | Brasil | 2007      |
| Juventus da Mooca | Brasil | 2008      |
| Gama              | Brasil | 2008      |

### Como entrenador

#### Clubes
| Equipo                       | Div.         | Temporada    | Liga  | Liga | Liga | Liga | Liga |       | Copa | Copa | Copa | Copa  |    | Internacional | Internacional | Internacional | Internacional | Internacional |   | Otros | Otros | Otros | Otros |     | Totales     | Totales | Totales | Totales | Totales | Totales | Totales | Totales |
| Equipo                       | Div.         | Temporada    | Part. | G    | E    | P    | Pos. | Part. | G    | E    | P    | Part. | G  | E             | P             | Pos.          | Part.         | G             | E | P     | Part. | G     | E     | P   | Rendimiento | GF      | GC      | Dif.    |         |         |         |         |
| ---------------------------- | ------------ | ------------ | ----- | ---- | ---- | ---- | ---- | ----- | ---- | ---- | ---- | ----- | -- | ------------- | ------------- | ------------- | ------------- | ------------- | - | ----- | ----- | ----- | ----- | --- | ----------- | ------- | ------- | ------- | ------- | ------- | ------- | ------- |
| Votoraty · Brasil            | PA3          | 2009         | -     | -    | -    | -    | -    | 53    | 29   | 12   | 12   | -     | -  | -             | -             | -             | 1             | 0             | 0 | 1     | 54    | 29    | 12    | 13  | 61.11%      | 98      | 62      | +36     |         |         |         |         |
| Votoraty · Brasil            | PA2          | 2010         | -     | -    | -    | -    | -    | 23    | 9    | 5    | 9    | -     | -  | -             | -             | -             | -             | -             | - | -     | 23    | 9     | 5     | 9   | 46.38%      | 31      | 28      | +3      |         |         |         |         |
| Votoraty · Brasil            | Total        | Total        | -     | -    | -    | -    | -    | 76    | 38   | 17   | 21   | -     | -  | -             | -             | -             | 1             | 0             | 0 | 1     | 77    | 38    | 17    | 22  | 56.71%      | 129     | 90      | +39     |         |         |         |         |
| Paulista · Brasil            | PA           | 2010         | -     | -    | -    | -    | -    | 26    | 13   | 7    | 6    | -     | -  | -             | -             | -             | -             | -             | - | -     | 26    | 13    | 7     | 6   | 58.97%      | 47      | 36      | +11     |         |         |         |         |
| Paulista · Brasil            | PA           | 2011         | -     | -    | -    | -    | -    | 28    | 10   | 12   | 6    | -     | -  | -             | -             | -             | -             | -             | - | -     | 28    | 10    | 12    | 6   | 50%         | 45      | 35      | +10     |         |         |         |         |
| Paulista · Brasil            | Total        | Total        | -     | -    | -    | -    | -    | 54    | 23   | 19   | 12   | -     | -  | -             | -             | -             | -             | -             | - | -     | 54    | 23    | 19    | 12  | 54.32%      | 92      | 71      | +21     |         |         |         |         |
| Botafogo-SP · Brasil         | PA           | 2011         | -     | -    | -    | -    | -    | 4     | 1    | 0    | 3    | -     | -  | -             | -             | -             | -             | -             | - | -     | 4     | 1     | 0     | 3   | 25%         | 5       | 10      | -5      |         |         |         |         |
| Botafogo-SP · Brasil         | Total        | Total        | -     | -    | -    | -    | -    | 4     | 1    | 0    | 3    | -     | -  | -             | -             | -             | -             | -             | - | -     | 4     | 1     | 0     | 3   | 25%         | 5       | 10      | -5      |         |         |         |         |
| Atlético Sorocaba · Brasil   | PA2          | 2012         | -     | -    | -    | -    | -    | 45    | 24   | 8    | 13   | -     | -  | -             | -             | -             | -             | -             | - | -     | 45    | 24    | 8     | 13  | 59.26%      | 86      | 63      | +23     |         |         |         |         |
| Atlético Sorocaba · Brasil   | Total        | Total        | -     | -    | -    | -    | -    | 45    | 24   | 8    | 13   | -     | -  | -             | -             | -             | -             | -             | - | -     | 45    | 24    | 8     | 13  | 59.26%      | 86      | 63      | +23     |         |         |         |         |
| Audax · Brasil               | PA2          | 2013         | -     | -    | -    | -    | -    | 49    | 27   | 13   | 9    | -     | -  | -             | -             | -             | -             | -             | - | -     | 49    | 27    | 13    | 9   | 63.94%      | 82      | 46      | +36     |         |         |         |         |
| Audax · Brasil               | PA           | 2014         | -     | -    | -    | -    | -    | 15    | 6    | 5    | 4    | -     | -  | -             | -             | -             | -             | -             | - | -     | 15    | 6     | 5     | 4   | 51.11%      | 17      | 15      | +2      |         |         |         |         |
| Guaratinguetá · Brasil       | 3.ª          | 2014         | 18    | 6    | 7    | 5    | 5.º  | -     | -    | -    | -    | -     | -  | -             | -             | -             | -             | -             | - | -     | 18    | 6     | 7     | 5   | 46.29%      | 32      | 18      | +14     |         |         |         |         |
| Guaratinguetá · Brasil       | Total        | Total        | 18    | 6    | 7    | 5    | -    | -     | -    | -    | -    | -     | -  | -             | -             | -             | -             | -             | - | -     | 18    | 6     | 7     | 5   | 46.29%      | 32      | 18      | +14     |         |         |         |         |
| Audax · Brasil               | PA           | 2015         | -     | -    | -    | -    | -    | 15    | 6    | 4    | 5    | -     | -  | -             | -             | -             | -             | -             | - | -     | 15    | 6     | 4     | 5   | 48.89%      | 23      | 19      | +4      |         |         |         |         |
| Paraná · Brasil              | 2.ª          | 2015         | 17    | 7    | 3    | 7    | Inc. | -     | -    | -    | -    | -     | -  | -             | -             | -             | -             | -             | - | -     | 17    | 7     | 3     | 7   | 47.06%      | 22      | 21      | +1      |         |         |         |         |
| Paraná · Brasil              | Total        | Total        | 17    | 7    | 3    | 7    | -    | -     | -    | -    | -    | -     | -  | -             | -             | -             | -             | -             | - | -     | 17    | 7     | 3     | 7   | 47.06%      | 22      | 21      | +1      |         |         |         |         |
| Audax · Brasil               | 4.ª          | 2016         | -     | -    | -    | -    | -    | 19    | 8    | 5    | 6    | -     | -  | -             | -             | -             | -             | -             | - | -     | 19    | 8     | 5     | 6   | 50.88%      | 32      | 26      | +6      |         |         |         |         |
| Oeste · Brasil               | 2.ª          | 2016         | 37    | 9    | 16   | 12   | 16.º | -     | -    | -    | -    | -     | -  | -             | -             | -             | -             | -             | - | -     | 37    | 9     | 16    | 12  | 38.73%      | 34      | 45      | -11     |         |         |         |         |
| Oeste · Brasil               | Total        | Total        | 37    | 9    | 16   | 12   | -    | -     | -    | -    | -    | -     | -  | -             | -             | -             | -             | -             | - | -     | 37    | 9     | 16    | 12  | 38.73%      | 34      | 45      | -11     |         |         |         |         |
| Audax · Brasil               | 4.ª          | 2017         | -     | -    | -    | -    | -    | 14    | 3    | 4    | 7    | -     | -  | -             | -             | -             | -             | -             | - | -     | 14    | 3     | 4     | 7   | 30.95%      | 18      | 22      | -4      |         |         |         |         |
| Audax · Brasil               | Total        | Total        | -     | -    | -    | -    | -    | 112   | 50   | 31   | 31   | -     | -  | -             | -             | -             | -             | -             | - | -     | 112   | 50    | 31    | 31  | 53.87%      | 172     | 128     | +44     |         |         |         |         |
| Atlético Paranaense · Brasil | 1.ª          | 2018         | 12    | 2    | 3    | 7    | Inc. | 7     | 2    | 4    | 1    | 2     | 1  | 0             | 1             | Inc.          | -             | -             | - | -     | 21    | 5     | 7     | 9   | 34.92%      | 25      | 27      | -2      |         |         |         |         |
| Atlético Paranaense · Brasil | Total        | Total        | 12    | 2    | 3    | 7    | -    | 7     | 2    | 4    | 1    | 2     | 1  | 0             | 1             | -             | -             | -             | - | -     | 21    | 5     | 7     | 9   | 34.92%      | 25      | 27      | -2      |         |         |         |         |
| Fluminense · Brasil          | 1.ª          | 2019         | 15    | 3    | 3    | 9    | Inc. | 23    | 11   | 7    | 5    | 6     | 4  | 1             | 1             | -             | -             | -             | - | -     | 44    | 18    | 11    | 15  | 66.67%      | 71      | 48      | +23     |         |         |         |         |
| São Paulo · Brasil           | 1.ª          | 2019         | 17    | 8    | 4    | 5    | 6.º  | -     | -    | -    | -    | -     | -  | -             | -             | -             | -             | -             | - | -     | 17    | 8     | 4     | 5   | 54.9%       | 16      | 15      | +1      |         |         |         |         |
| São Paulo · Brasil           | 1.ª          | 2020         | 33    | 16   | 10   | 7    | Inc. | 19    | 8    | 6    | 5    | 8     | 3  | 1             | 4             | 2ªF           | -             | -             | - | -     | 60    | 27    | 17    | 16  | 54.44%      | 104     | 74      | +30     |         |         |         |         |
| São Paulo · Brasil           | Total        | Total        | 50    | 24   | 14   | 12   | -    | 19    | 8    | 6    | 5    | 8     | 3  | 1             | 4             | -             | -             | -             | - | -     | 77    | 35    | 21    | 21  | 54.54%      | 120     | 89      | +31     |         |         |         |         |
| Santos · Brasil              | 1.ª          | 2021         | 17    | 4    | 6    | 7    | Inc. | 5     | 3    | 0    | 2    | 5     | 3  | 1             | 1             | 1/4           | -             | -             | - | -     | 27    | 10    | 7     | 10  | 45.68%      | 29      | 29      | +0      |         |         |         |         |
| Santos · Brasil              | Total        | Total        | 17    | 4    | 6    | 7    | -    | 5     | 3    | 0    | 2    | 5     | 3  | 1             | 1             | -             | -             | -             | - | -     | 27    | 10    | 7     | 10  | 45.68%      | 29      | 29      | +0      |         |         |         |         |
| Vasco da Gama · Brasil       | 2.ª          | 2021         | 12    | 4    | 3    | 5    | 10.º | -     | -    | -    | -    | -     | -  | -             | -             | -             | -             | -             | - | -     | 12    | 4     | 3     | 5   | 41.66%      | 12      | 18      | -6      |         |         |         |         |
| Fluminense · Brasil          | 1.ª          | 2022         | 34    | 20   | 6    | 8    | 3.º  | 7     | 4    | 2    | 1    | 3     | 2  | 1             | 0             | FG            | -             | -             | - | -     | 44    | 26    | 9     | 9   | 65.91%      | 84      | 47      | +37     |         |         |         |         |
| Fluminense · Brasil          | 1.ª          | 2023         | 38    | 16   | 8    | 14   | 7.º  | 18    | 12   | 2    | 4    | 13    | 8  | 3             | 2             | 1.º           | 2             | 1             | 0 | 1     | 71    | 37    | 13    | 21  | 58.21%      | 115     | 73      | +42     |         |         |         |         |
| Fluminense · Brasil          | 1.ª          | 2024         | 11    | 1    | 3    | 7    | Inc. | 10    | 4    | 3    | 3    | 6     | 4  | 2             | 0             | Inc.          | 2             | 1             | 0 | 1     | 29    | 10    | 8     | 11  | 43.68%      | 34      | 36      | -2      |         |         |         |         |
| Fluminense · Brasil          | Total        | Total        | 98    | 40   | 20   | 38   | -    | 58    | 31   | 14   | 13   | 28    | 18 | 7             | 3             | -             | 4             | 2             | 0 | 2     | 188   | 91    | 41    | 56  | 55.67%      | 304     | 204     | +100    |         |         |         |         |
| Cruzeiro · Brasil            | 1.ª          | 2024         | 11    | 2    | 4    | 5    | 9.º  | -     | -    | -    | -    | 4     | 1  | 2             | 1             | 2.º           | -             | -             | - | -     | 15    | 3     | 6     | 6   | 33.33%      | 13      | 19      | -6      |         |         |         |         |
| Cruzeiro · Brasil            | 1.ª          | 2025         | -     | -    | -    | -    | -    | 3     | 1    | 1    | 1    | -     | -  | -             | -             | -             | -             | -             | - | -     | 3     | 1     | 1     | 1   | 44.44%      | 2       | 2       | +0      |         |         |         |         |
| Cruzeiro · Brasil            | Total        | Total        | 11    | 2    | 4    | 5    | -    | 3     | 1    | 1    | 1    | 4     | 1  | 2             | 1             | -             | -             | -             | - | -     | 18    | 4     | 7     | 7   | 35.18%      | 15      | 21      | -6      |         |         |         |         |
| Vasco da Gama · Brasil       | 1.ª          | 2025         | 10    | 3    | 3    | 4    | -    | 3     | 1    | 2    | 0    | 4     | 1  | 1             | 2             | 1/16          | -             | -             | - | -     | 17    | 5     | 6     | 6   | 41.17%      | 26      | 21      | +5      |         |         |         |         |
| Vasco da Gama · Brasil       | Total        | Total        | 22    | 7    | 6    | 9    | -    | 3     | 1    | 2    | 0    | 4     | 1  | 1             | 2             | -             | -             | -             | - | -     | 29    | 9     | 9     | 11  | 41.37%      | 38      | 39      | -1      |         |         |         |         |
| Total clubes                 | Total clubes | Total clubes | 282   | 101  | 79   | 102  | -    | 386   | 182  | 102  | 102  | 51    | 27 | 12            | 12            | -             | 5             | 2             | 0 | 3     | 724   | 312   | 193   | 219 | 51.98%      | 1103    | 855     | +248    |         |         |         |         |
| 1. 2. 3.                     |              |              |       |      |      |      |      |       |      |      |      |       |    |               |               |               |               |               |   |       |       |       |       |     |             |         |         |         |         |         |         |         |

#### Selección
| Brasil              | 2023                | -   | -   | -  | -   | - | 6   | 2   | 1   | 3   | -  | -  | -  | -  | - | - | - | - | - | 6   | 2   | 1   | 3   | 38.89% | 8    | 7   | +1   |
| Total selección     | Total selección     | -   | -   | -  | -   | - | 6   | 2   | 1   | 3   | -  | -  | -  | -  | - | - | - | - | - | 6   | 2   | 1   | 3   | 38.89% | 8    | 7   | +1   |
| Total en su carrera | Total en su carrera | 282 | 101 | 79 | 102 | - | 392 | 184 | 103 | 105 | 51 | 27 | 12 | 12 | - | 5 | 2 | 0 | 3 | 730 | 314 | 194 | 222 | 51.87% | 1111 | 862 | +249 |

#### Resumen por competencias
| Torneo                       | PD  | G   | E   | P   | GF   | GC  | Dif. | Rendimiento | Mejor resultado |
| ---------------------------- | --- | --- | --- | --- | ---- | --- | ---- | ----------- | --------------- |
| Serie C                      | 18  | 6   | 7   | 5   | 32   | 18  | +14  | 46.29%      | 5.º lugar       |
| Brasileirão Serie B          | 66  | 20  | 22  | 24  | 68   | 84  | -16  | 41.41%      | 10.º lugar      |
| Brasileirão                  | 198 | 75  | 56  | 76  | 263  | 244 | +19  | 47.31%      | 3.er lugar      |
| Copa de Brasil               | 48  | 22  | 16  | 10  | 76   | 44  | +32  | 56.94%      | Semifinales     |
| Copa Paulista                | 118 | 55  | 37  | 26  | 198  | 141 | +57  | 57.06%      | Campeón         |
| Paulistão                    | 180 | 85  | 40  | 55  | 300  | 226 | +74  | 54.63%      | Campeón         |
| Campeonato Carioca           | 37  | 19  | 8   | 10  | 67   | 32  | +35  | 58.56%      | Campeón         |
| Campeonato Mineiro           | 3   | 1   | 1   | 1   | 2    | 2   | +0   | 44.44%      | Fase de grupos  |
| Recopa Sul-Brasileira        | 1   | 0   | 0   | 1   | 0    | 2   | -2   | 0%          | Semifinales     |
| Copa Libertadores            | 26  | 15  | 6   | 5   | 48   | 28  | +20  | 65.38%      | Campeón         |
| Copa Sudamericana            | 25  | 12  | 6   | 7   | 45   | 29  | +16  | 56%         | Subcampeón      |
| Mundial de Clubes de la FIFA | 2   | 1   | 0   | 1   | 2    | 4   | -2   | 50%         | Subcampeón      |
| Recopa Sudamericana          | 2   | 1   | 0   | 1   | 2    | 1   | +1   | 50%         | Campeón         |
| Clasificatorias Mundial      | 6   | 2   | 1   | 3   | 8    | 7   | +1   | 38.89%      | 6.º lugar       |
| TOTAL                        | 730 | 314 | 194 | 222 | 1111 | 862 | +249 | 51.87%      | 7 Títulos       |

## Palmarés

### Como futbolista

#### Campeonatos regionales
| Título              | Equipo      | Sede           | Año  |
| ------------------- | ----------- | -------------- | ---- |
| Campeonato Paulista | Palmeiras   | São Paulo      | 1996 |
| Campeonato Paulista | Corinthians | São Paulo      | 1997 |
| Campeonato Carioca  | Fluminense  | Río de Janeiro | 2002 |
| Campeonato Mineiro  | Cruzeiro    | Minas Gerais   | 2004 |

### Como entrenador

#### Campeonatos regionales
| Título                       | Equipo     | Sede           | Año  |
| ---------------------------- | ---------- | -------------- | ---- |
| Campeonato Paulista Série A3 | Votoraty   | São Paulo      | 2009 |
| Copa Paulista                | Votoraty   | São Paulo      | 2009 |
| Copa Paulista                | Paulista   | São Paulo      | 2010 |
| Taça Guanabara               | Fluminense | Río de Janeiro | 2023 |
| Campeonato Carioca           | Fluminense | Río de Janeiro | 2023 |

#### Campeonatos internacionales
| Título              | Equipo     | Sede           | Año  |
| ------------------- | ---------- | -------------- | ---- |
| Copa Libertadores   | Fluminense | Rio de Janeiro | 2023 |
| Recopa Sudamericana | Fluminense | Rio de Janeiro | 2024 |

### Distinciones individuales
| Distinción                               | Organizador | Año  |
| ---------------------------------------- | ----------- | ---- |
| Mejor entrenador del Campeonato Paulista | FPF         | 2016 |
| Mejor entrenador del Campeonato Carioca  | FFERJ       | 2019 |
| Mejor entrenador del Campeonato Carioca  | FFERJ       | 2023 |
| Mejor entrenador de la Copa Libertadores | Conmebol    | 2023 |
| 5.° mejor entrenador del mundo           | IFFHS       | 2023 |
| Mejor entrenador del año en Sudamérica   | El País     | 2023 |